# Estación de El Higuerón
El Higuerón es una estación ferroviaria situada en el municipio español de Córdoba, en la provincia homónima, comunidad autónoma de Andalucía. Se encuentra ubicada en la barriada de El Higuerón y cuenta con servicios de Media Distancia. Las instalaciones también cumplen funciones logísticas.
En las cercanías del recinto se encuentra situada la estación de Córdoba-Mercancías.

## Situación ferroviaria
La estación forma parte de los trazados de las siguientes líneas férreas:
- Línea férrea de ancho ibérico Córdoba-El Higuerón, punto kilométrico 447,7.[2]
- Línea férrea de ancho ibérico Alcázar de San Juan-Cádiz, punto kilométrico 447,7.[2]

## Historia
La estación fue abierta al tráfico en 1920 como apartadero ferroviario industrial para servir, entre otros motivos, a la Azucarera de Villarrubia, empresa que tuvo gran relevancia dentro del tejido industrial cordobés hasta su cierre en 1995. En un primer momento las instalaciones pertenecieron a la compañía MZA, que fue la encargada de las obras y explotación inicial. En 1941, tras la nacionalización de los ferrocarriles de ancho ibérico, la estación pasó a manos de la recién creada RENFE.
Desde el 1 de enero de 2005, con la extinción de RENFE, el organismo Adif es el titular de las instalaciones ferroviarias mientras que Renfe Operadora explota las infraestructuras.
En octubre de 2018, tras una serie de reformas previas, la estación pasó a formar parte de la línea 75 de Media Distancia, que conecta la barriada con el centro de la ciudad y el Campus Universitario de Rabanales, entre otros lugares. A pesar de cubrir un servicio de cercanías, el servicio está catalogado como Media Distancia, ya que la ciudad carece de red de Cercanías.